# ジョージ・チャムリー (第3代チャムリー伯爵)

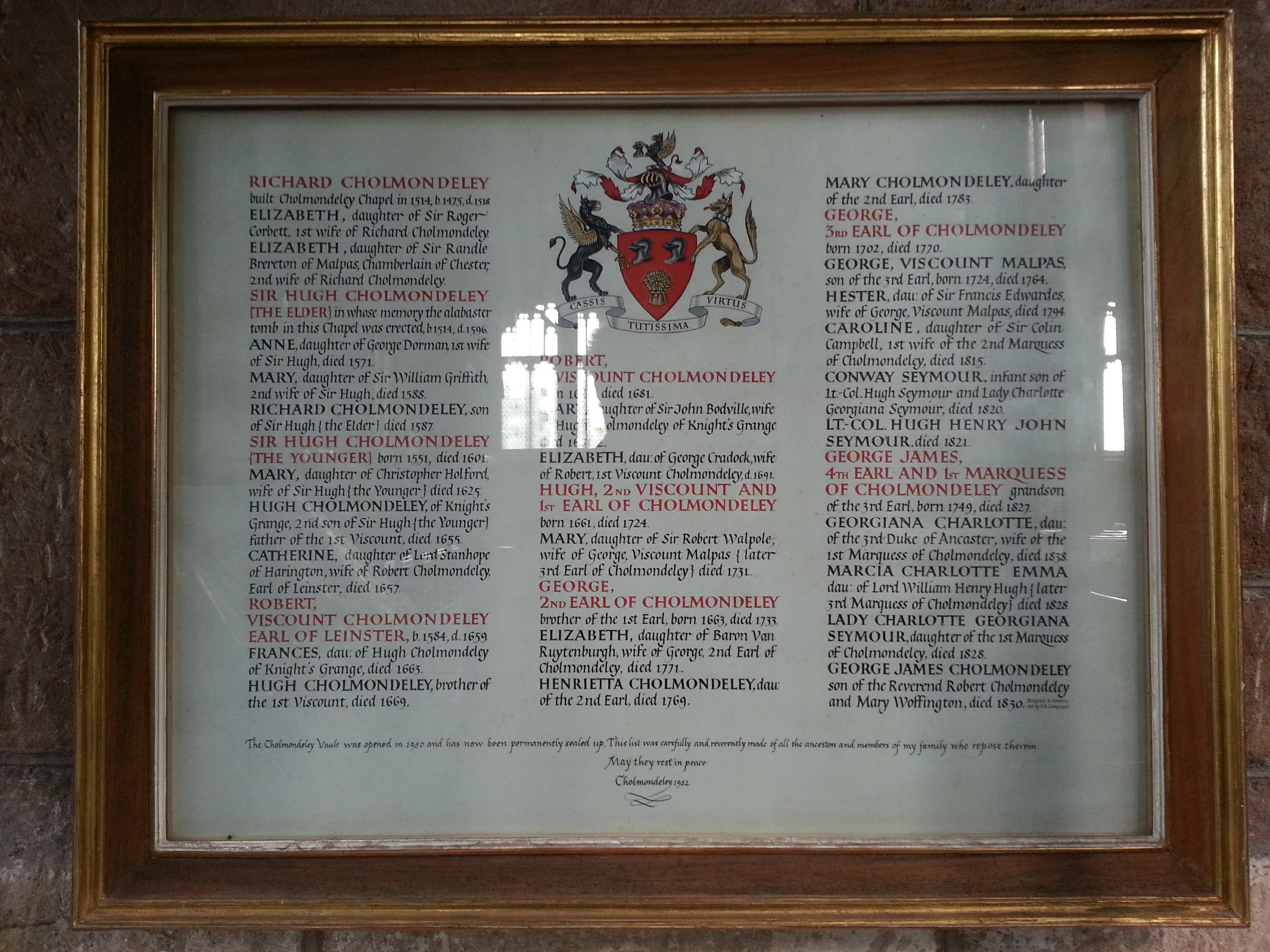
マルパスの聖オスワルド教会にある家族納骨所のチャムリー家に関する説明。

第3代チャムリー伯爵ジョージ・チャムリー（英語: George Cholmondeley, 3rd Earl of Cholmondeley, KB, PC、1703年1月2日 – 1770年6月10日）は、グレートブリテン王国の貴族、政治家。ホイッグ党に所属し、1724年から1733年まで庶民院議員を務めた後、爵位を継承した。1725年から1733年までマルパス子爵の儀礼称号を使用した。

## 生涯
第2代チャムリー伯爵ジョージ・チャムリーとエリザベス・ファン・ロイテンブルフ（Elizabeth van Ruytenburg）の長男として、1703年1月2日に生まれた。
1724年1月にイースト・ロウ選挙区で当選して庶民院議員になり、1727年イギリス総選挙でウィンザー選挙区に鞍替えした後、1733年5月7日に父が死去するとチャムリー伯爵位を継承した。
義父が首相ロバート・ウォルポールだったこともあり、チャムリー伯爵は多くの官職と名誉職を務めた。彼は1725年から1770年までチェスター総督を、1726年から1727年まで王室衣装係を、1727年から1728年まで下級海軍卿を、1728年から1735年までフレデリック・ルイス王太子の主馬頭を、1735年から1736年まで下級大蔵卿を、1736年から1743年までランカスター公領大臣を、1743年12月から1744年12月まで王璽尚書を、1744年から1757年までアイルランド副大蔵卿を務めた。また、1725年5月27日にバス勲章を授与され、1736年5月21日に枢密顧問官に任命された。ほかにも1733年から1761年まで（デンビーシャーを除く）北ウェールズ知事を、1733年から1770年までチェシャー統監とチェシャー副提督を務め、1745年に大佐の軍階を与えられ、1755年に少将に、1759年に中将に昇進した。
1739年に創設された捨子養育院では初代総裁の1人だった。
1770年6月10日に死去、長男ジョージが早世したため孫ジョージが爵位を継承した。

## 人物
ホレス・ウォルポールは第3代チャムリー伯爵を「空っぽな人物で、義父サー・ロバート・ウォルポールに高く祭り上げられ、自身の金遣いの荒さと力不足で軽蔑されて忘れ去られた」と評した。また、1746年までに借金まみれになり、以降数年間に金策として官職を求めたという。

## 家族
1723年9月14日、首相ロバート・ウォルポールの娘メアリー（1731年没）と結婚、3男をもうけた。
- ジョージ（1724年10月17日 – 1764年3月15日） - 庶民院議員、軍人。第4代チャムリー伯爵ジョージ・チャムリーの父[1]
- ロバート（1727年11月1日 – 1804年6月5日） - 軍人。1747年のラウフフェルトの戦いの後、軍務から引退して聖職者になる[4]。1746年11月30日、メアリー・ウォッフィントン（Mary Woffington、1811年4月4日没、アーサー・ウォッフィントンの娘）と結婚、子供あり[1]